# Centrum (Brokopondo)
Centrum est un ressort situé dans le district de Brokopondo, au Suriname. Au recensement de 2012, sa population est de 4 482 habitants. Il comprend la ville de Brokopondo, la capitale du district de Brokopondo. 